# رابرت شپیر
رابرت الیاس شاپایر دانشمند رایانه آمریکایی است. وی دارای دیوید م. سیگل '۸۳ در رشته علوم کامپیوتر در دانشگاه پرینستون بود. او اخیراً به مرکز تحقیقات مایکروسافت منتقل شده‌است. تخصص اصلی او در زمینه یادگیری ماشین نظری و کاربردی است.
پژوهش‌های او منجر به توسعه الگوریتم یادگیر جمعی بوستینگ در یادگیری ماشین شد. او به همراه یوو فروند، الگوریتم آدابوست را در سال ۱۹۹۶ اختراع کرد. آنها هر دو در سال ۲۰۰۳ جایزه گودل را برای این کار دریافت کردند.
در سال ۲۰۱۴، شاپایر به دلیل خدماتش در یادگیری ماشین و به خاطر اختراع و توسعه الگوریتم‌های بوستینگ، به عضویت آکادمی ملی مهندسی برگزیده شد. در سال ۲۰۱۶، او به عضویت آکادمی ملی علوم انتخاب شد.

## زندگی شخصی
پسر شاپایر، زاخاری شاپیر، در حال حاضر در دانشگاه پیشین رابرت، دانشگاه براون، تحصیل می‌کند. دختر او، جنیفر شاپیر، در نشویل، تی ان ای خواننده ترانه‌سرا است. وی فارغ‌التحصیل کالج اوبرلین است.

## آثار برگزیده

### کتابها
- Robert Schapire; Yoav Freund (2012). Boosting: Foundations and Algorithms. MIT. ISBN 978-0-262-01718-3.